# Opharus rhodosoma
Opharus rhodosoma är en fjärilsart som beskrevs av Butler 1876. Opharus rhodosoma ingår i släktet Opharus och familjen björnspinnare. Inga underarter finns listade i Catalogue of Life.